# ウルズ

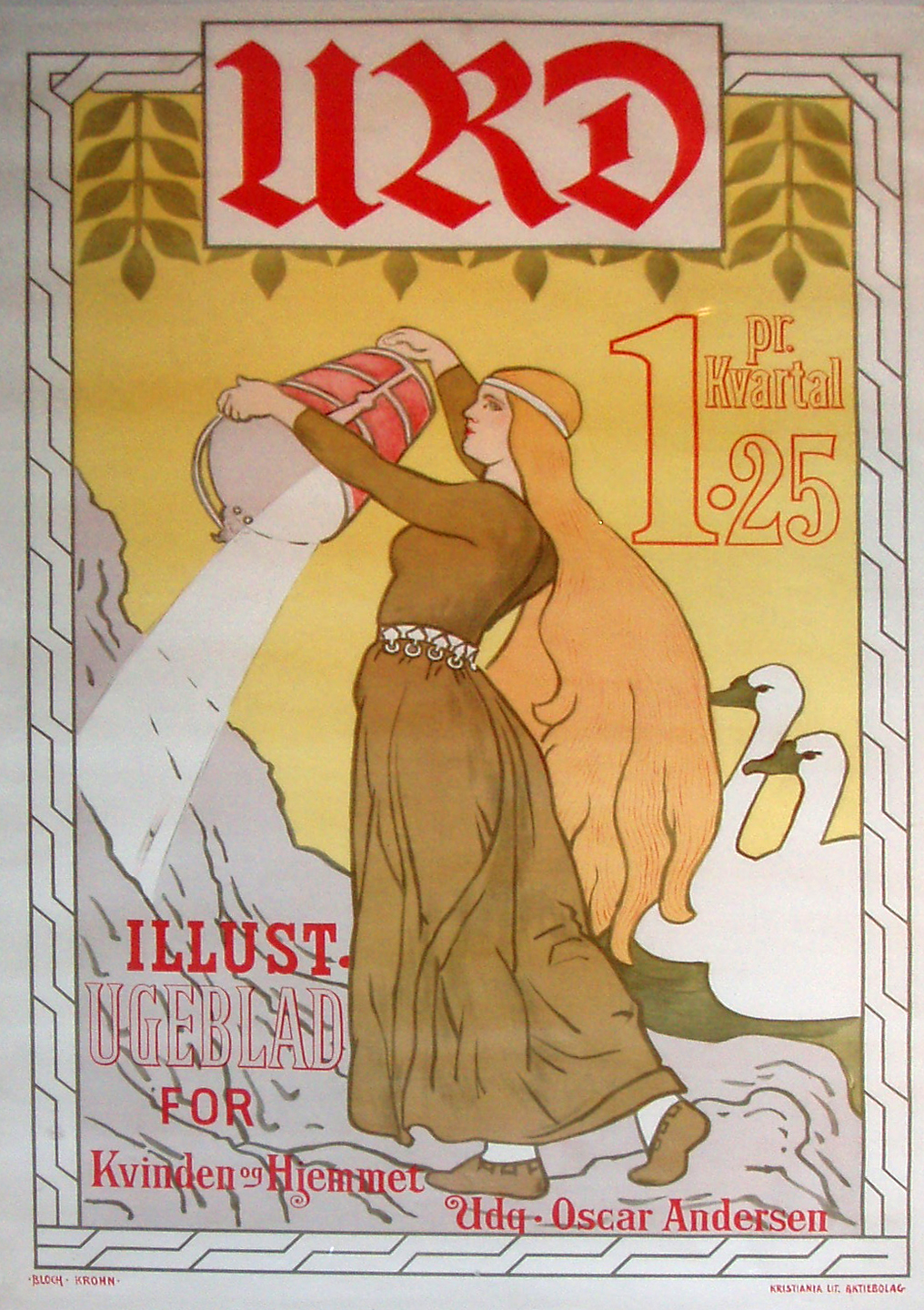
Olaf KrohnとAndreas Blochによって描かれた、ノルウェーの女性誌『Urd』のポスター。

ウルズ（ウルズルとも。Urðr, Urthr）は、北欧神話に登場する運命の女神、ノルンたち（ノルニル）の1人である。英語ではウルド (Urd) という。その名前は「編む者」「織姫」を意味するが、のちに「運命」「宿命」「死」を意味するようになったようである。3人の中では最年長。

## 概説
『古エッダ』の『巫女の予言』によれば、三姉妹はユグドラシルの根元の海から現れたという。ウルズはヴェルザンディと共に、木片にルーン文字を刻み、運命を決定する。一般に、過去を司る女神と解釈される。
なお、古英語でウルズに対応するwyrdは、現代英語の「奇妙な」を意味するweirdの由来である。